# 中国中钢集团
中国中钢集团公司，简称中钢集团，英文简称Sinosteel，是中国宝武钢铁集团有限公司子公司，主要从事冶金矿产资源开发与加工；冶金原料、产品贸易与物流；相关工程技术服务与设备制造，是一家为钢铁工业和钢铁生产企业提供综合配套、系统集成服务的集资源开发、贸易物流、工程科技、设备制造、专业服务为一体的大型跨国企业集团。公司总部位于北京市海淀区中关村西区的海淀大街8号中钢国际广场，樓高150多米，大樓內設有荷兰银行、民生銀行、中國銀行三家分行，另有7000平方米的江南赋主题餐厅（现已改为中钢科技创新创业中心）。

## 历史
- 1993年2月，中钢集团经国务院经济贸易办公室批准，由中国冶金进出口总公司、中国钢铁炉料总公司、中国国际钢铁投资公司和中国冶金钢材加工公司组建而成。
- 1998年12月，中国冶金设备总公司、中国冶金技术公司、冶钢经济技术开发总公司划入中钢集团。
- 1999年1月，中钢集团与国家冶金工业局脱钩，划归中央管理。同年6月，鞍山热能研究院、武汉安全环保研究院、洛阳耐火材料研究院、郑州金属制品研究院、天津地质研究院、马鞍山矿山研究院等六家科研院所划入中钢集团管理。
- 2002年7月，河北冶金设计院划入中钢集团管理，后更名为中钢集团工程设计研究院。
- 2003年4月，国务院国有资产监督管理委员会履行出资人职责。
- 2004年8月，中钢集团由中国钢铁工贸集团公司更名为“中国中钢集团公司”。
- 2005年9月，中钢集团投资控股洛阳耐火材料集团有限公司，更名为中钢集团洛阳耐火材料有限公司。
- 2006年6月，中钢集团重组衡阳有色冶金机械总厂，成立中钢集团衡阳重机有限公司；7月，中钢集团重组邢台机械轧辊有限公司，更名为中钢集团邢台机械轧辊有限公司；8月，中钢集团重组吉林新冶设备有限责任公司，更名为中钢集团吉林机电设备有限公司。
- 2007年12月，中国冶金矿业总公司、中国国际热能工程公司、日出投资集团公司、中经实业开发公司、经翔房建开发公司由国务院国资委机关服务中心无偿划转给中钢集团管理。
- 2008年3月，中国中钢股份有限公司成立。
- 2011年，中钢集团成為世界500强第354位，中国企业500强第24位。
- 2016年7月，中国中钢集团公司正式被纳入建设规范董事会试点企业范围。
- 2017年12月，中钢集团由全民所有制企业改制为国有独资公司，公司名称变更为“中国中钢集团有限公司”，由国务院国资委代表国务院履行出资人职责。[1]
- 2020年10月19日，中钢集团内部传达国资委决定：由中国宝武钢铁集团有限公司对中钢集团进行托管[2]。
- 2022年12月21日，中钢集团劃入中国宝武钢铁集团有限公司，不再作为国资委直接监管企业。[3]

## 外部連結
- 中国中钢集团公司（页面存档备份，存于）